# رباط عجزي حرقفي بين العظام
الرباط العجزي الحرقفي بين العظام هو رباط للمفصل العجزي الحرقفي ويقع عميقاً حتى يصل إلى الرباط الخلفي، ويتكون من سلسلة من الألياف القصيرة القوية حيث تقوم بالربط بين أحاديب العجز و الحرقفة. وهي تعتبر أقوى رباط في الجسم. مهمتها الأساسية جعل العجز والحرقفة معاً، وهكذا فهي تمنع المفصل العجزي الحرقفي من الانزلاق، وهي أيضاً تساعد على تحمل وزن الصدر، الأعضاء العليا، الرأس، و الرقبة. يتم تحقيق ذلك تقريباً بواسطة حركة أفقية الاتجاه للألياف التي تمر متعامدة من العجز وصولاً للحرقفة.